# نواس بسيط

رسم متحرك لحركة الرقاص. تظهر فيه نقطة السكون

الرقاص البسيط (بالإنجليزية: Simple pendulum)‏؛ هو كل جسم معلق بِمِحْوَرٍ أفقي، ويستطيع التحرك ذهاباً وإياباً مارًّا بموضع استقرارهِ (يتذبذب حولَ موضعِ استقرارهِ). مثال على ذلك أرجوحة الأطفال. ويُسمّى أيضًا رقاص الرياضيات  (بالإنجليزية: Mathematical pendulum)‏.
ويتميز الرقاص الرياضي بالخواص الآتية:
- لا يوجد معه احتكاك.
- تتمركز كتلة الرقاص في نقطة، وتعتبر كتلة الخيط مهملة .

يمكننا تحقيق الرقاص البسيط باستخدام ثقل صغير الحجم للرقاص ونعلقه بخيط رفيع . ونظرا لاختيار حرة بطيئة لتأرجح الرقاص (تعتمد على طول الخيط) فتكون قوى الاحتكاك بالهواء قليلة ويمكن اهمالها.
وباختيار انزياحا صغيرا عن نقطة السكون فيكون تردد الرقاص معتمدا فقط على طول الخيط و الجاذبية الأرضية. وكما زادت زاوية الانزياح (زاوية أكبر انزياح) يؤثر ذلك على التردد، فيستحسن اختيار أزاحة صغيرة لمراعاة الدقة .
وبعكس المتوقع فلا يعتمد التردد على كتلة الرقاص .

## الوصف الرياضي

القوة المحركة للرقاص :

بواسطة تحليل القوى المؤثرة على الرقاص يمكن تعيين معادلة الحركة له:
لدينا رقاص خيطي معلق فيه كتلة m ويقع تحت تأثير عجلة الجاذبية الأرضية g فتنشأ عليه القوة (FR(t, التي تعمل مماسة للحركة القوسية للرقاص . وتزداد تلك القوة التي تحاول إرجاع الرقاص إلى وضع السكون كلما زادت زاوية انزياحه φ عن نقطة السكون.
{\displaystyle F_{\mathrm {R} }(t)=-m\cdot g\cdot \sin \left(\varphi (t)\right)}
ونلاحظ عند رجوع الرقاص من أقصى نقطة ارتفاع له أن سرعته تزداد في اتجاه نقطة السكون، وبعد تخطيها تتناقص سرعته وهو في طريقه إلى أعلى نقطة على الناحية الثانية . وتغير سرعة الرقاص تعني أن كتلة الرقاص يعتريها تسارع مماسا لاتجاه حركتة القوسية. وطبقا لقانون نيوتن الثاني ينشأ التسارع بسبب تأثير قوة على الرقاص وتتناسب معه.
{\displaystyle F_{\mathrm {a} }(t)=m\cdot a_{\mathrm {tan} }(t)}
بالتعويض عن التسارع المماسي يمكننا صياغة العلاقة بين القوة المماسة ومعدل تغير الزاوية :
{\displaystyle a_{\mathrm {tan} }(t)=l\cdot {\ddot {\varphi }}(t)}
{\displaystyle F_{\mathrm {a} }(t)=m\cdot l\cdot {\ddot {\varphi }}(t)}
حيث: {\displaystyle \ell } طول الخيط .
(ملحوظة : تحتاج هذه الخطوة معرفة حساب التفاضل ، حيث {\displaystyle {\ddot {\varphi }}(t)} المشتقة التفاضلية الثانية للزاوية بالنسبة للزمن .)
ونظرا لأن تلك هي القوة الوحيدة المؤثرة على الرقاص ولا توجد قوى مشوشرة أخرى فيمكننا مساواة المعادلتين بعضهما البعض، فنحصل على معادلة تفاضلية من الدرجة الثانية :
{\displaystyle F_{\mathrm {a} }(t)=F_{\mathrm {R} }(t)}
{\displaystyle -m\cdot g\cdot \sin \left(\varphi (t)\right)=m\cdot l\cdot {\ddot {\varphi }}(t)}
{\displaystyle 0={\frac {g}{l}}\cdot \sin \left(\varphi (t)\right)+{\ddot {\varphi }}(t)}
وباعتبار أن زاوية الانزياح صغيرة يمكن الحصول على التقريب الآتي للمعادلة :
{\displaystyle \sin(\varphi )\approx \varphi }
وبالتعويض نحصل على معادلة تفاضلية خطية من الدرجة الثانية، وحلها يعطينا معادلة الاهتزاز :
{\displaystyle 0={\frac {g}{l}}\cdot \varphi (t)+{\ddot {\varphi }}(t)}
{\displaystyle \varphi (t)={\hat {\varphi }}\cdot \sin \left({\sqrt {\frac {g}{l}}}\cdot t+\varphi _{0}\right)}
في تلك المعادلة ترمز {\displaystyle {\hat {\varphi }}} إلى «مطال الزاوية» و φ0 ترمز إلى طور الزاوية الابتدائي عند الزمن {\displaystyle t=0}. وبالتالي نحصل على التردد الزاوي للرقاص {\displaystyle \omega _{0}} و زمن الدورة {\displaystyle T} لتلك الحركة الاهتزازية .
{\displaystyle \omega _{0}={\sqrt {\frac {g}{l}}}}
{\displaystyle T=2\pi {\sqrt {\frac {l}{g}}}}
ومن تلك المعادلتين أن كلا من تردد الهزاز ودورته تعتمدان فقط على طول الخيط وعجلة الجاذبية الأرضية، ولا تعتمد على كتلة الرقاص .